# Demografia Principatului Monaco
Populația Principatului Monaco are o structură neobișnuită prin aceea că localnicii sunt minoritari în propria țară. Cei mai mulți rezidenți sunt francezii (47%), iar monegaștii reprezintă 16%, italienii 16% și 21% aparținând altor 125 de naționalități ce formează populația internațională din Monaco. Vârsta medie din Monaco este cea mai ridicată din lume.
Singura limbă oficială este franceză dar mai sunt vorbite italiană și engleză. Limba monegască (Limba ligură), este și ea vorbită însă nu este răspândită. Se vorbește și occitană. 
Religia oficială este Romano-Catolică, cu dreptul la liberă alegere garantat de constituție.
Structura populației în funcție de vârstă (2007):
- 0-14 ani: 15% (2.514 de sex masculin, 2.394 - feminin)
- 15-64 ani: 62,3% (10.047 de sex masculin, 10.312 - feminin)
- 65 ani și peste: 22,7% (3.019 de sex masculin, 4.385 - feminin) (estimare din 2007 )

Natalitate (2007): 9,12 nașteri /1000 locuitori
Speranța de viață la naștere (2007):
- de sex masculin: 75,99 ani
- de sex feminin: 83,85 ani

1. ↑  IMSEE - Monaco statistics pocket